# Корлето Монфорте
Корлѐто Монфо̀рте (на италиански: Corleto Monforte; на неаполитански: Curlet', Курлетъ) е село и община в Южна Италия, провинция Салерно, регион Кампания. Разположено е на 683 m надморска височина. Населението на общината е 672 души (към 2010 г.).